# Gare de Turku-Port
La gare de Turku-Port (en finnois : Turun sataman rautatieasema) est une gare ferroviaire terminus de la Ligne d'Helsinki à Port de Turku. Elle est située sur le port de Turku en Finlande .
Elle est en correspondance avec les terminaux Ferrys de la Viking Line et la Silja Line. Elle dessert également le Château de Turku.

## Situation ferroviaire
La gare de Turku-Port est la gare terminus occidental en cul-de-sac de la ligne d'Helsinki à Port de Turku, après la gare principale de Turku.

## Histoire
La gare de Turku-Port est mise en service le 23 juin 1876 pour un service uniquement de marchandises. Le bâtiment de la gare marchandise et des douanes, situé à proximité des quais, est opérationnel en 1899. Le trafic des voyageurs débute en 1901, après le déplacement des navires passagers de la rivière Aura à l'emplacement du port actuel, le trafic ferroviaire est alors irrégulier car fonction de l'arrivée de navires aux horaires imprécis.
En 1972, les voies sont raccourcies pour permettre l'installation du terminal Silja Line, puis lors de la création du terminal de la Viking Line l'année suivante un nouvel arrêt est créé le 18 juillet 1973 pour sa desserte. Le coût de l'arrêt Viking aboutit à sa suppression en 1982. Puis l'ensemble du site a été remanié au début des années 1990 en y intégrant le parvis du Château de Turku, le chantier se termine en 1992, la gare y a acquis sa forme actuelle.
En 2008, le transit en gare est de 136 000 voyageurs.

## Service des voyageurs

### Accueil
la gare est utilisé pour le service des voyageurs, avec comme installation uniquement un quai central encadré : par la voie 1, pour les trains en direction de Tampere, et la voie 2, pour les trains en direction d'Helsinki. Elle est située à 100 m du terminal des Ferry à destination des ports de Tallin et Stockholm. Pour l'accessibilité, le quai est haut ce qui permet un accès sans obstacles aux trains à plancher surbaissé.

### Desserte
Turku-Port est desservi par des trains à destination d'Helsinki ou Tempere.

Installations et desserte
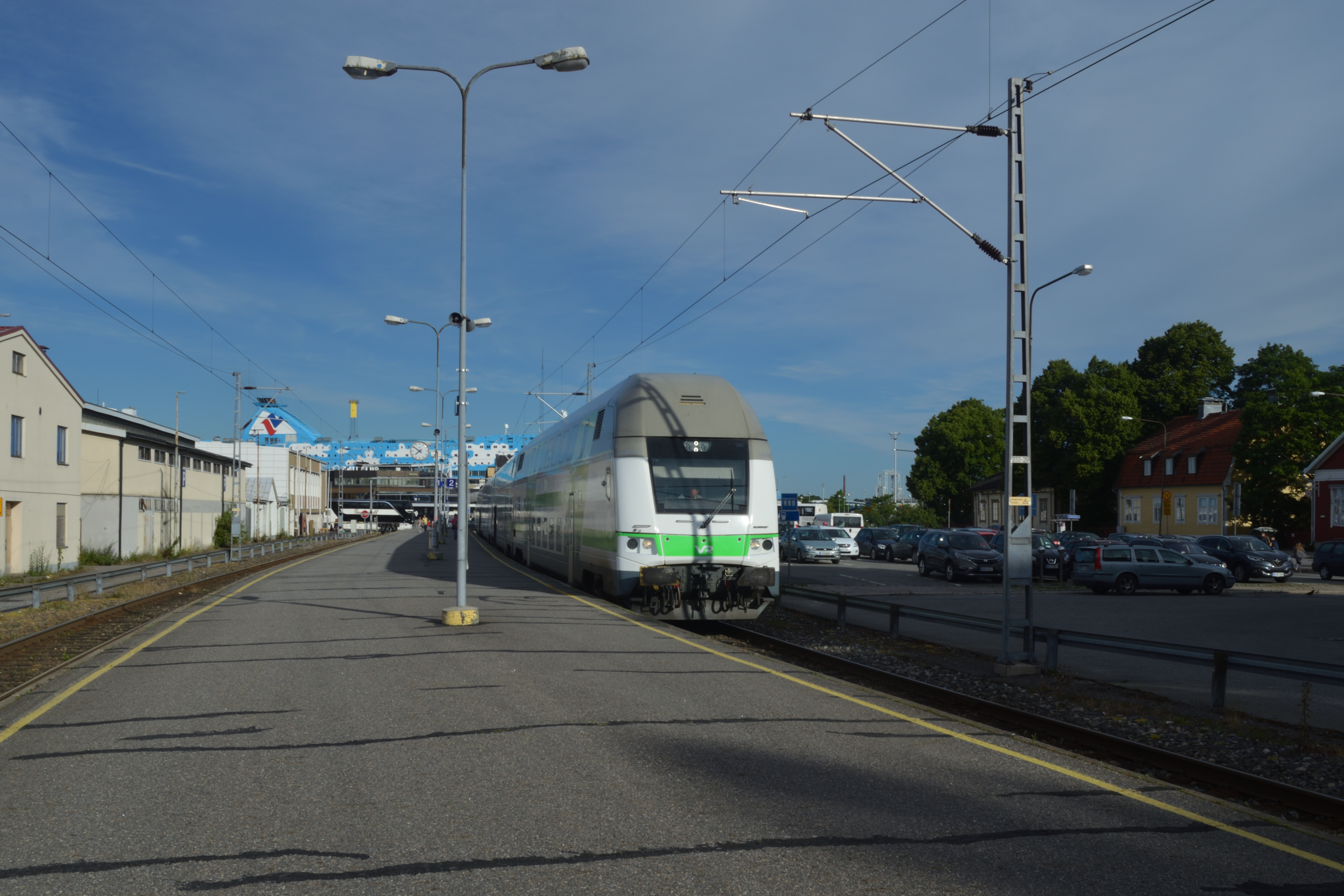
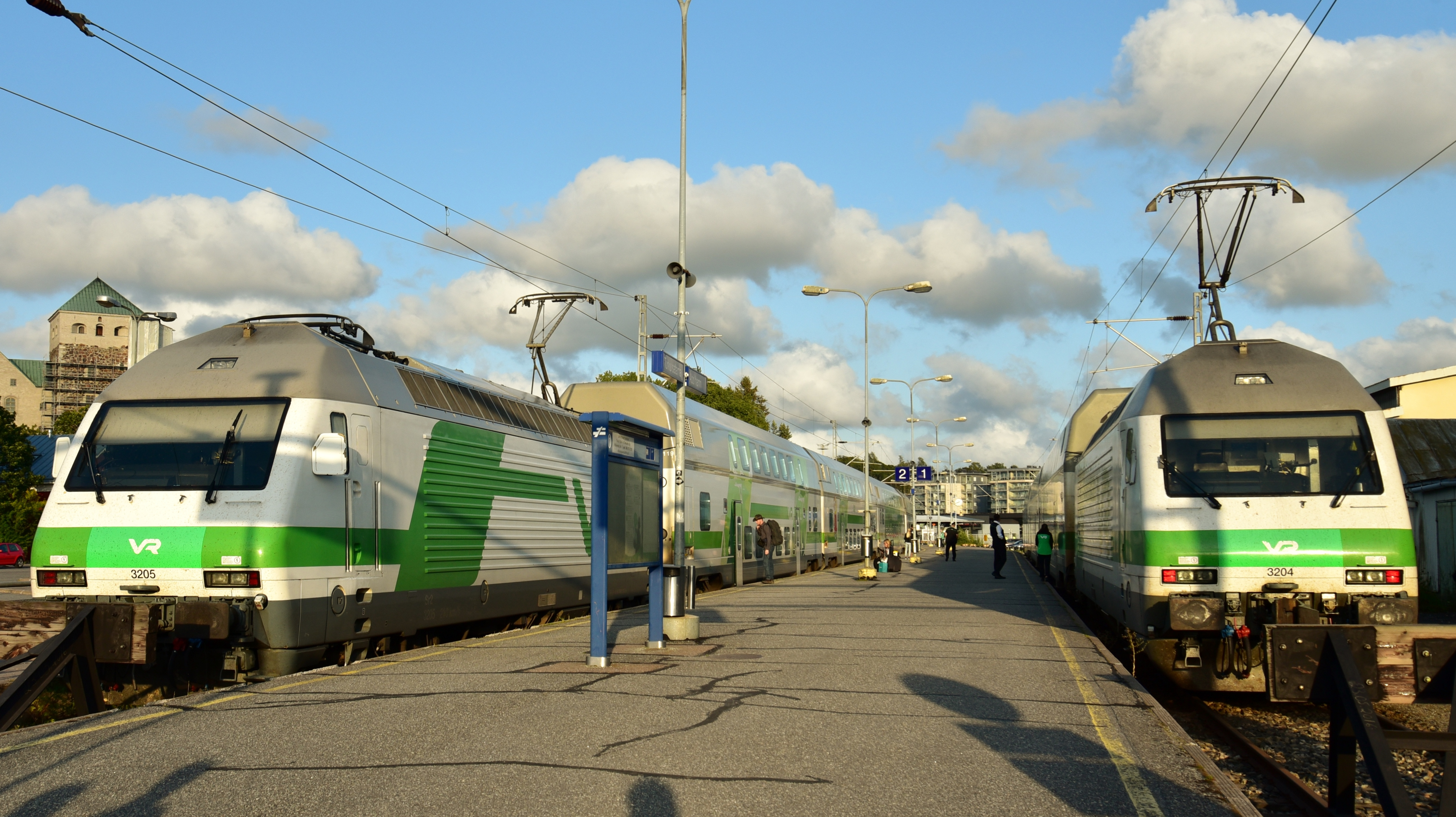
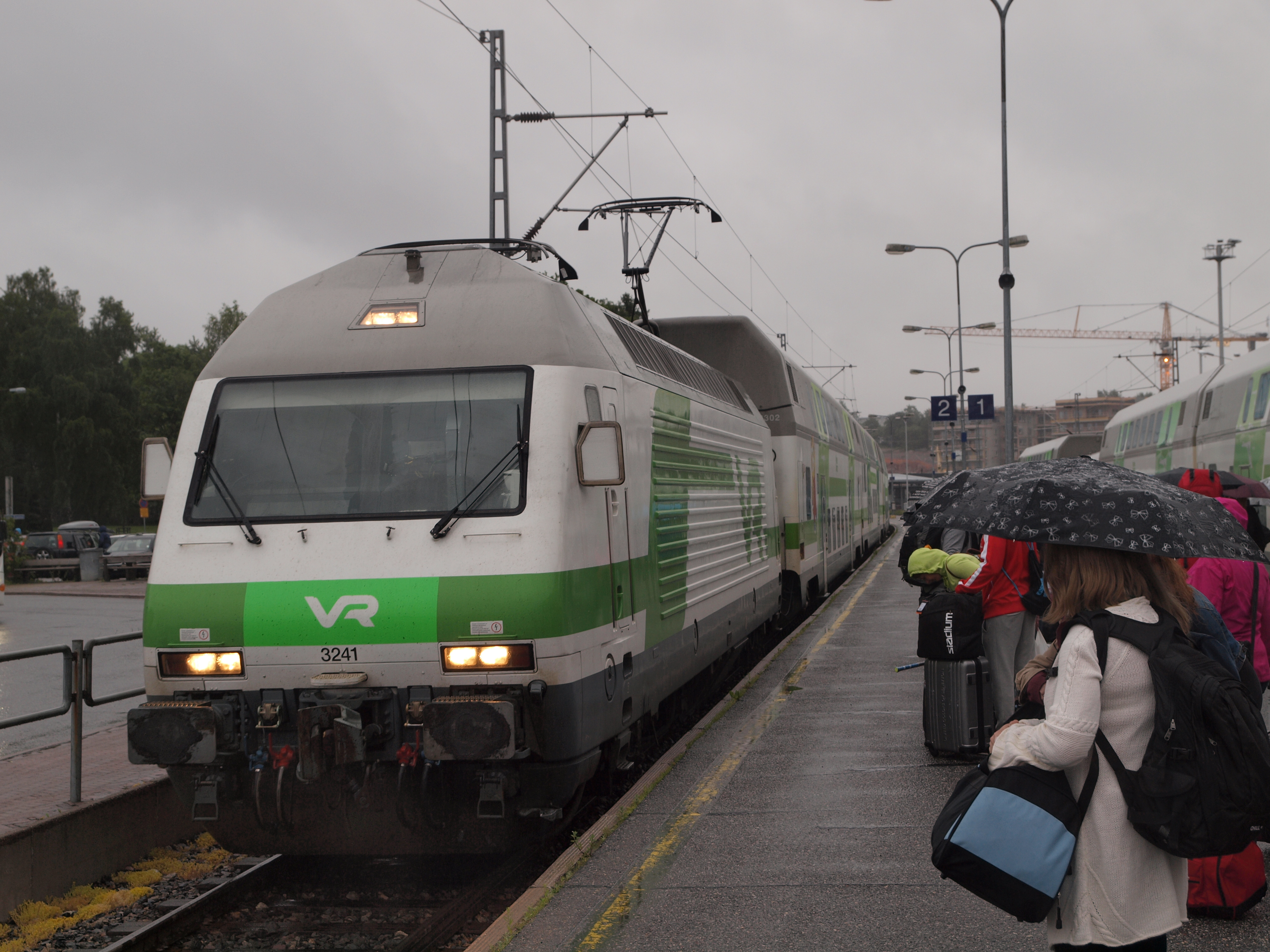

### Intermodalité
La gare est en correspondance avec les terminaux Ferry de la Silja Line et la Viking Line. Une importante gare routière est également située à proximité sur le port.

Terminaux ferry
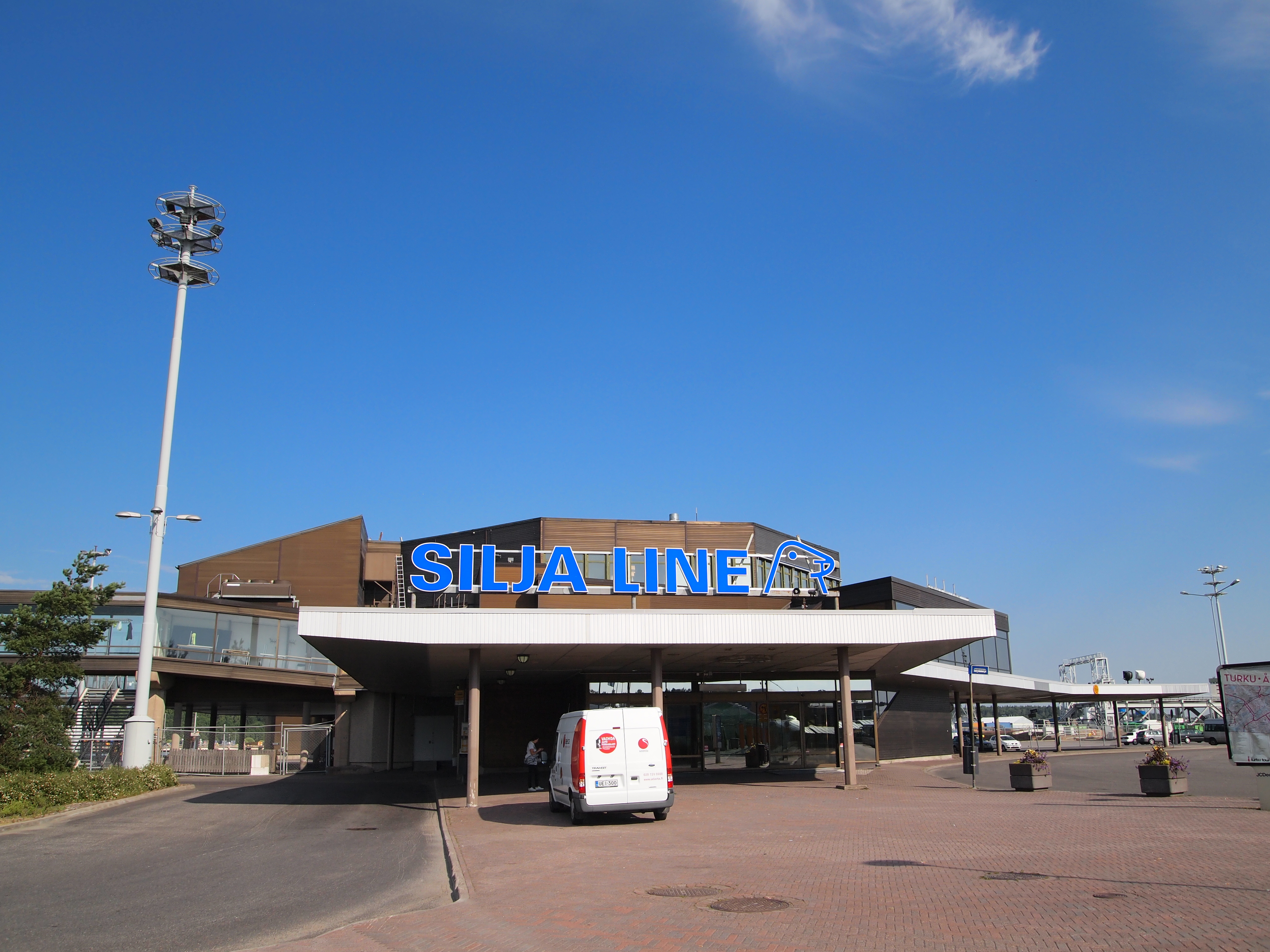
Terminal Silja Line.
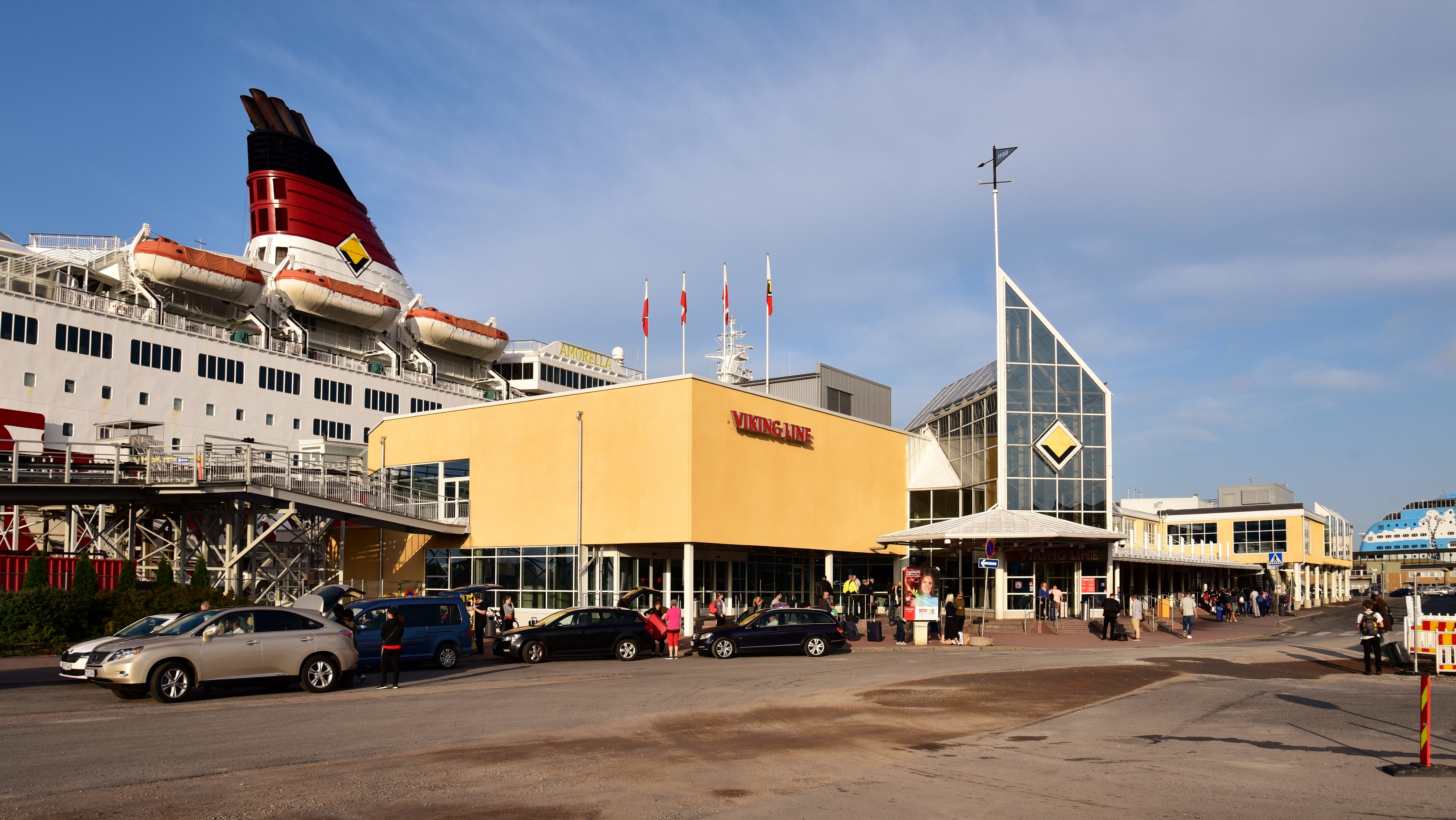
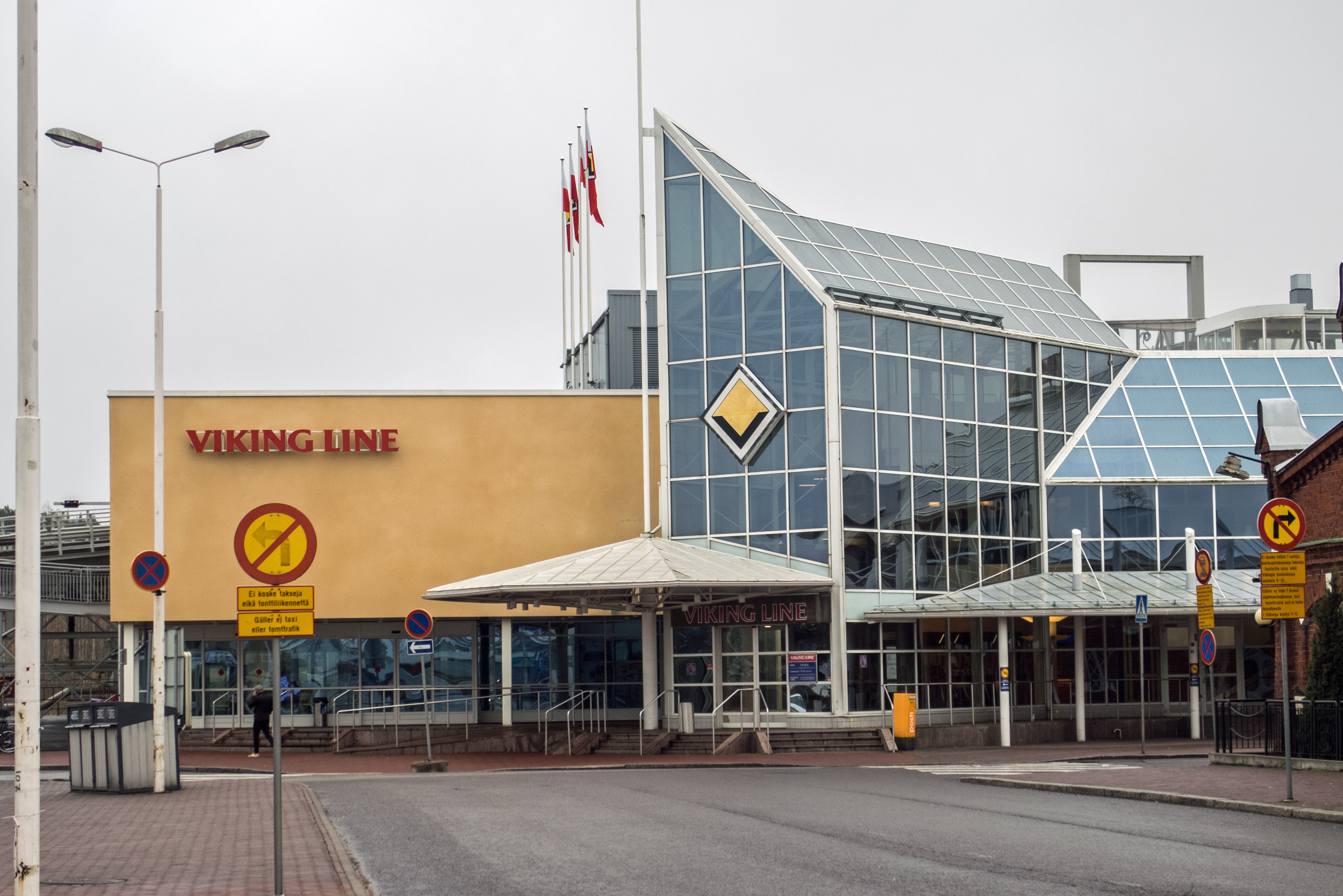
Terminal Viking Line.